# جام خیریه انگلستان ۱۹۳۲
 جام خیریه انگلستان ۱۹۳۲ ، ۱۹امین رقابت سالانه مابین قهرمانان لیگ دسته اول فوتبال انگلستان و جام حذفی فوتبال انگلستان است. 
این مسابقه در تاریخ ۱۲ اکتبر ۱۹۳۲ مابین تیم‌های نیوکاسل یونایتد و اورتون در ورزشگاه سنت جیمز پارک نیوکاسل برگزار شده‌است. 
تیم اورتون در این مسابقه با نتیجه پنج بر سه به پیروزی رسید.

## جزئیات مسابقه
| اورتون                | ۵ – ۳ | نیوکاسل یونایتد |
| --------------------- | ----- | --------------- |
| دیکسی دین · T Johnson |       | مک‌منمی · بوید   |